# 広島グリーンフェリー
広島グリーンフェリー株式会社（ひろしまグリーンフェリー）は、広島県広島市と大阪府大阪市を結ぶカーフェリーを運航していた、日本の海運事業者。

## 概要
1972年、ジャパンライン（現・商船三井）の系列会社として、東洋工業・広島銀行・中国電力等広島の地元資本から支援を受け開業。広島市の広島港(出島)と大阪市の大阪南港の間を9時間半で結び、廃止直前の時点では夜行便1往復を運航していた。この他ジャパンライン系では大阪 - 博多航路を運航する「博多グリーンフェリー」計画も検討されていた。
1973年以降はオイルショックや、1975年の山陽新幹線の博多までの延伸や、1978年の中国縦貫自動車道の三次インターチェンジまでの延伸により、旅客のほか福山通運や日本運送といった大手運送会社からの需要が失われ、燃料費高騰に伴う収支の悪化などにより、50億円の累積損失を計上し、1982年に解散となった。

## 沿革
- 1971年
  - 1月 - 会社設立[1]。
  - 10月 - 大阪-広島航路を計画していた近畿中国フェリーを合併[7]。当初は2社での協調配船を検討していたが、近畿中国フェリー側がフェリー建造のための融資を受けられず、グリーンフェリーが救済合併に踏み切った[8]。
- 1972年
  - 1月31日 - 「グリーンアロー」就航、広島～大阪航路開設[5]。
  - 4月 - 「グリーンエース」就航、1日2往復に増便[3]。
- 1973年9月20日 - 資本金を7億5000万円に増資[3]。
- 1975年 - 6月、「グリーンアーチ」就航により、夜行便を隔日1便増便。従来の2隻も夜行便1往復に充当し、これまであった昼行便1往復は休止となる[9]。
- 1977年11月 - 「グリーンアロー」売却[10]。
- 1981年11月 - 本社を広島市南区出島の広島港フェリーターミナルに移転[11]。
- 1982年
  - 3月31日 - 広島 - 大阪航路休航[5]。
  - 4月 -　会社解散[6]。

## 船舶
- グリーンエース

1971年竣工。5,953総トン、全長135.1m、幅22m、出力8,900馬力×2、航海速力21.2ノット。
旅客定員936名。車両積載数 : トラック67台、乗用車110台。神田造船所建造。
航路廃止後、来島どっくに売却された。「おくどうご6」に改名され、ダイヤモンドフェリーに傭船された。
- グリーンアロー

5,938総トン。グリーンエースの同型船。神田造船所建造。
ギリシャに売却、2005年に解体。
- グリーンアーチ

1975年竣工。5554総トン、全長137m、幅22m、出力10,400馬力×2、航海速力21.5ノット。
旅客定員827名。車両積載数 : トラック104台、乗用車38台。神田造船所建造。
航路廃止後、来島どっくに売却された。「おくどうご8」に改名されダイヤモンドフェリーに傭船された。